# Tunisair Express
Tunisair Express (arabisch الخطوط التونسية السريعة, DMG al-Ḫuṭūṭ at-tūnisiyya as-sarīʿa, ursprünglich Tuninter, danach Sevenair) ist eine tunesische Fluggesellschaft mit Sitz in Tunis und Basis auf dem Flughafen Tunis. Sie ist eine Tochtergesellschaft der Tunisair.

## Geschichte
Sie entstand am 1. August 1991 als Regionalfluggesellschaft unter dem Namen Tuninter. Auf Wunsch des damaligen Präsidenten Zine el-Abidine Ben Ali erfolgte eine Umbenennung in Sevenair, aufgrund der Zahl sieben in Anlehnung an seinen Machtantritt am 7. November 1987 symbolträchtig am 7. Juli 2007. Nach der Tunesischen Revolution wurde die Fluggesellschaft erneut umbenannt und ist seitdem als Tunisair Express bekannt.
Ende 2015 wurde bekannt, dass Tunisair Express mit der Muttergesellschaft Tunisair fusioniert werden soll.

## Flugziele
Tunisair Express fliegt von Tunis hauptsächlich nationale Ziele an. Daneben werden als internationale Ziele Malta, Neapel und Palermo bedient. Es werden auch Charterflüge durchgeführt.

## Flotte

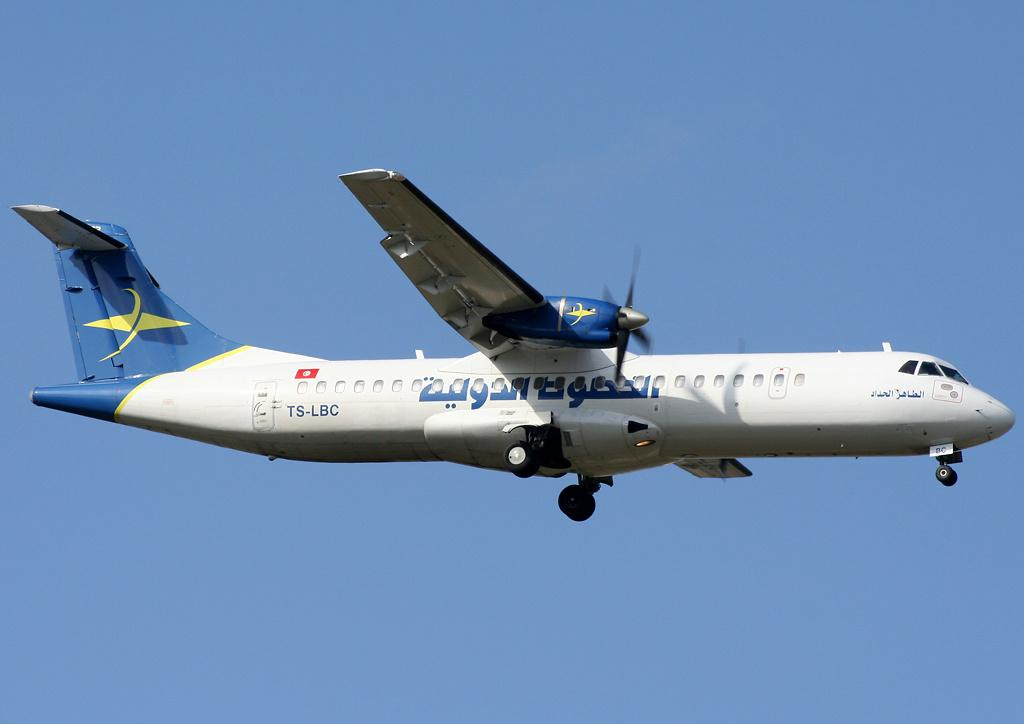
ATR 72-200 TS-LBC in Bemalung der Tuninter

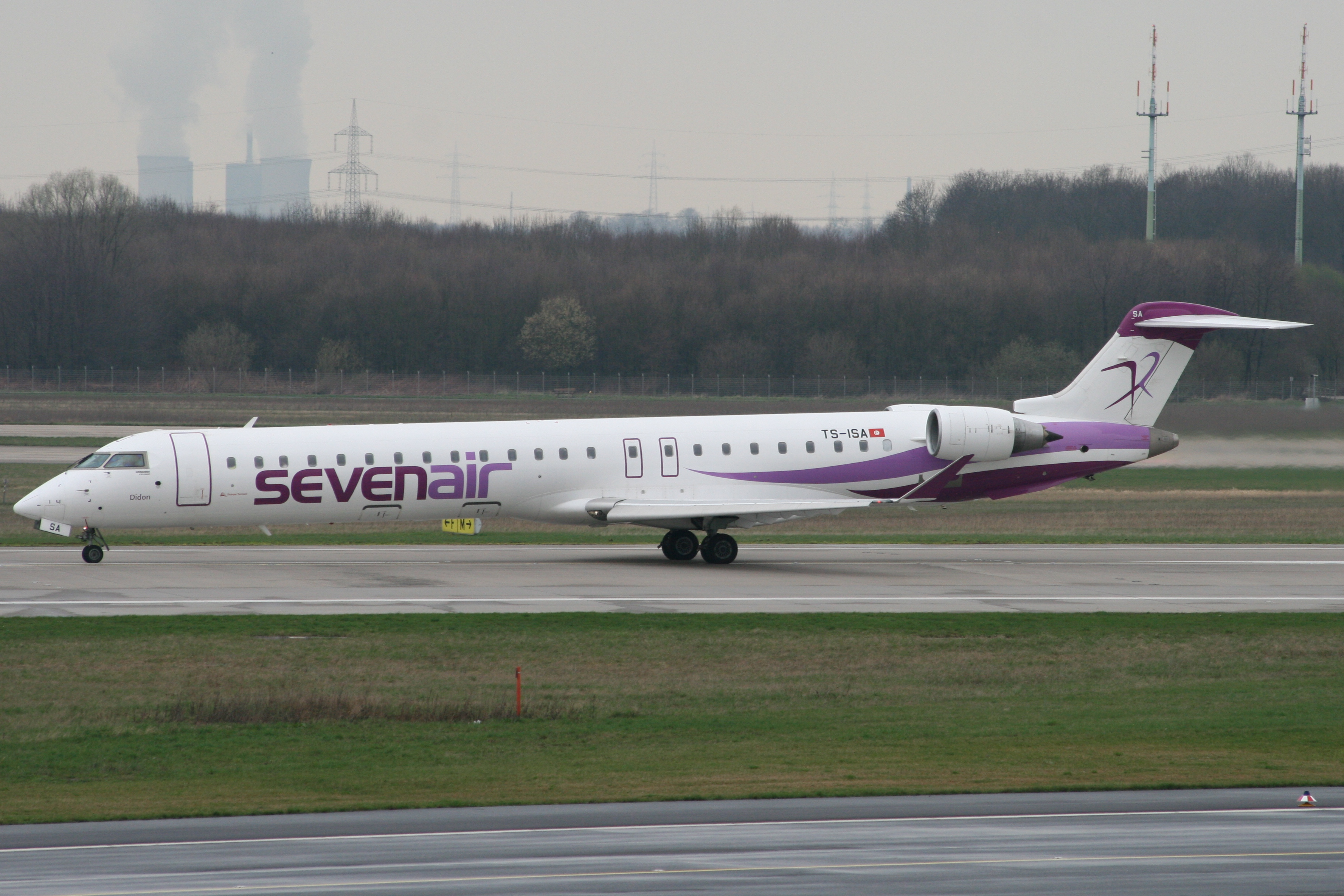
Bombardier CRJ900 TS-ISA Didon in Bemalung der Sevenair

### Aktuelle Flotte
Mit Stand April 2023 besteht die Flotte der Tunisair Express aus zwei Flugzeugen mit einem Durchschnittsalter von 3,5 Jahren:
| Flugzeugtyp | Luftfahrzeugkennzeichen | Taufname              | Anmerkungen | Sitzplätze |
| ----------- | ----------------------- | --------------------- | ----------- | ---------- |
| ATR 72-600  | TS-LBF TS-LBG           | Bulla Regia Kerkouane |             | 72         |

### Ehemalige Flugzeugtypen
In der Vergangenheit betrieb Tunisair Express unter anderem folgende Flugzeugtypen:
- Bombardier CRJ900
- ATR 72-200
- ATR 72-500

## Zwischenfälle
- Am 6. August 2005 musste eine ATR 72-200 mit dem Luftfahrzeugkennzeichen TS-LBB auf dem Weg von Bari nach Djerba vor Sizilien wegen Treibstoffmangels notwassern. Dabei kamen 16 Personen ums Leben. Ursache des Treibstoffmangels war ein am Tag zuvor eingebauter, für diesen Flugzeugtyp ungeeigneter Tankfüllstandsanzeiger (siehe auch Tuninter-Flug 1153).[7]